# Claudio de La Trémoille
Claudio de La Trémoille, duca di Thouars (1566 – 25 ottobre 1604), è stato un nobiluomo francese del XVI secolo, appartenente alla famiglia La Tremoille. Era il figlio di Luigi III de La Trémoille e di sua moglie, Giovanna di Montmorency.

## Biografa
Re Enrico IV di Francia era stato cordiale con La Trémoille quando egli era Re di Navarra, ma lo tenne in una posizione subordinata una volta diventato re di Francia, preferendogli il cugino, Enrico de La Tour d'Auvergne, Visconte di Turenna. Nel 1587, La Trémoille si convertì al Protestantesimo. Combatté per Enrico IV nella battaglia di Coutras ed anche in quella di Ivry, e fu ricompensato con l'elevazione al titolo nobiliare di Duca di Thouars nel 1595. Questo nuovo titolo, tuttavia, fece perdere a La Trémoille molto più denaro di quanto ne guadagnasse. Nel 1598, il Turenna propose alla cognata Carlotta Brabantina di sposare La Trémoille. Grazie alla sua parentela con le casate di Orange e di Buglione, Carlotta Brabantina giocò un ruolo importante nella diplomazia protestante francese. Ebbero quattro figli: Enrico; Carlotta, che sposò Giacomo Stanley, Conte di Derby; Elisabetta (1601–1604); Federico (1602–1642) conte di Laval.
Nel 1602, Carlotta Brabantina dissuase il marito ad impegnarsi nella congiura di Biron e lo incoraggiò a prestare fedeltà al re. Morì nel 1604.

## Ascendenza
|                                               |                                  |                                    | Genitori                                  |  |  | Nonni |  |  | Bisnonni                                     |  |  | Trisnonni                                     |  |
|                                               |                                  |                                    |                                           |  |  |       |  |  | Charles de la Trémoille, visconte di Thouars |  |  | Louis II de La Trémoille, visconte di Thouars |  |
|                                               |                                  |                                    |                                           |  |  |       |  |  | Charles de la Trémoille, visconte di Thouars |  |  | Louis II de La Trémoille, visconte di Thouars |  |
|                                               |                                  | Gabrielle de Bourbon-Montpensier   |                                           |  |  |       |  |  | Charles de la Trémoille, visconte di Thouars |  |  |                                               |  |
| François de La Trémoille, visconte di Thouars |                                  |                                    |                                           |  |  |       |  |  | Charles de la Trémoille, visconte di Thouars |  |  |                                               |  |
|                                               |                                  | Louise de Coëtivy                  | Charles François de Coëtivy               |  |  |       |  |  |                                              |  |  |                                               |  |
|                                               |                                  | Louise de Coëtivy                  | Charles François de Coëtivy               |  |  |       |  |  |                                              |  |  |                                               |  |
|                                               |                                  | Louise de Coëtivy                  | Jeanne d'Angoulême                        |  |  |       |  |  |                                              |  |  |                                               |  |
| Louis III de La Trémoille, duca di Thouars    |                                  | Louise de Coëtivy                  |                                           |  |  |       |  |  |                                              |  |  |                                               |  |
|                                               |                                  | Guy XVI, conte di Laval            | Jean de Laval, barone di La Roche-Bernard |  |  |       |  |  |                                              |  |  |                                               |  |
|                                               |                                  | Guy XVI, conte di Laval            | Jean de Laval, barone di La Roche-Bernard |  |  |       |  |  |                                              |  |  |                                               |  |
|                                               |                                  | Guy XVI, conte di Laval            | Jeanne du Perrier, contessa di Quintin    |  |  |       |  |  |                                              |  |  |                                               |  |
| Anne de Laval                                 |                                  | Guy XVI, conte di Laval            |                                           |  |  |       |  |  |                                              |  |  |                                               |  |
|                                               |                                  | Carlotta d'Aragona                 | Federico I, re di Napoli                  |  |  |       |  |  |                                              |  |  |                                               |  |
|                                               |                                  | Carlotta d'Aragona                 | Federico I, re di Napoli                  |  |  |       |  |  |                                              |  |  |                                               |  |
|                                               |                                  | Carlotta d'Aragona                 | Anna di Savoia                            |  |  |       |  |  |                                              |  |  |                                               |  |
| Claude de La Trémoille, duca di Thouars       |                                  | Carlotta d'Aragona                 |                                           |  |  |       |  |  |                                              |  |  |                                               |  |
|                                               | Guillaume, barone di Montmorency | Jean II, barone di Montmorency     |                                           |  |  |       |  |  |                                              |  |  |                                               |  |
|                                               | Guillaume, barone di Montmorency | Jean II, barone di Montmorency     |                                           |  |  |       |  |  |                                              |  |  |                                               |  |
|                                               | Guillaume, barone di Montmorency | Marguerite d'Orgemont              |                                           |  |  |       |  |  |                                              |  |  |                                               |  |
| Anne, duca di Montmorency                     | Guillaume, barone di Montmorency |                                    |                                           |  |  |       |  |  |                                              |  |  |                                               |  |
|                                               |                                  | Anne Pot                           | Guy Pot                                   |  |  |       |  |  |                                              |  |  |                                               |  |
|                                               |                                  | Anne Pot                           | Guy Pot                                   |  |  |       |  |  |                                              |  |  |                                               |  |
|                                               |                                  | Anne Pot                           | Marie de Villiers de L'Isle Adam          |  |  |       |  |  |                                              |  |  |                                               |  |
| Jeanne de Montmorency                         |                                  | Anne Pot                           |                                           |  |  |       |  |  |                                              |  |  |                                               |  |
|                                               |                                  | Renato di Savoia, conte di Villars | Filippo II, duca di Savoia                |  |  |       |  |  |                                              |  |  |                                               |  |
|                                               |                                  | Renato di Savoia, conte di Villars | Filippo II, duca di Savoia                |  |  |       |  |  |                                              |  |  |                                               |  |
|                                               |                                  | Renato di Savoia, conte di Villars | Libera Portoneri                          |  |  |       |  |  |                                              |  |  |                                               |  |
| Maddalena di Savoia-Villars                   |                                  | Renato di Savoia, conte di Villars |                                           |  |  |       |  |  |                                              |  |  |                                               |  |
|                                               |                                  | Anna Lascaris, contessa di Tenda   | Gian Antonio II Lascaris, conte di Tenda  |  |  |       |  |  |                                              |  |  |                                               |  |
|                                               |                                  | Anna Lascaris, contessa di Tenda   | Gian Antonio II Lascaris, conte di Tenda  |  |  |       |  |  |                                              |  |  |                                               |  |
|                                               |                                  | Anna Lascaris, contessa di Tenda   | Isabelle d'Anglure                        |  |  |       |  |  |                                              |  |  |                                               |  |
|                                               |                                  | Anna Lascaris, contessa di Tenda   |                                           |  |  |       |  |  |                                              |  |  |                                               |  |